# ماساهيكو ساويغوشي
ماساهيكو ساويغوشي (باليابانية: 澤口 雅彦) (22 يوليو 1985 في إيباراكي في اليابان – )؛ هو لاعب كرة قدم ياباني سابق كان يلعب كلاعب وسط.

## وصلات خارجية
- ماساهيكو ساويغوشي على موقع رابطة كرة القدم اليابانية للمحترفين (اليابانية)
- ماساهيكو ساويغوشي على موقع قاعدة بيانات كرة القدم.إي يو (الإنجليزية)
- ماساهيكو ساويغوشي على موقع Soccerway.com (الإنجليزية)
- ماساهيكو ساويغوشي على موقع عالم كرة القدم.نت (الإنجليزية)